# 皱叶绢毛苣
皱叶绢毛苣（学名：Soroseris hookeriana）为菊科绢毛苣属的植物。分布于锡金、不丹、尼泊尔以及中国大陆的甘肃、西藏、陕西等地，生长于海拔1,980米至5,450米的地区，多生长在灌丛中、高山草甸和冰川石缝中，目前尚未由人工引种栽培。